# Vieille-Brioude
Vieille-Brioude – miejscowość i gmina we Francji, w regionie Owernia-Rodan-Alpy, w departamencie Górna Loara.

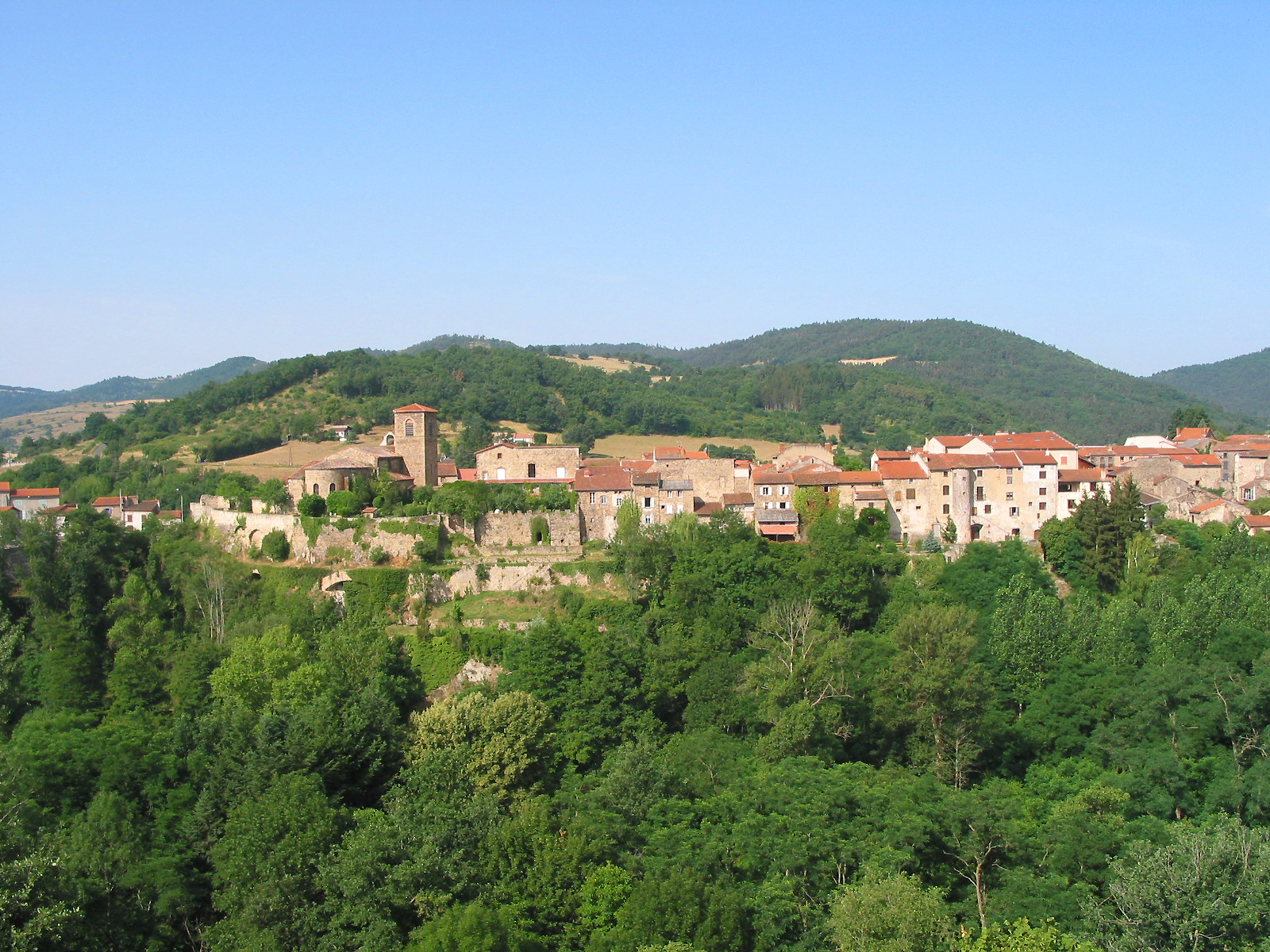

Według danych na rok 1990 gminę zamieszkiwało 1007 osób, a gęstość zaludnienia wynosiła 36 osób/km² (wśród 1310 gmin Owernii Vieille-Brioude plasuje się na 227. miejscu pod względem liczby ludności, natomiast pod względem powierzchni na miejscu 249.).